# Сикора, Петр (хоккеист, 1976)
См. также Петр Сикора (родился 21 декабря 1978 года)
Петр Сикора (чеш. Petr Sýkora; 19 ноября 1976, Пльзень, Чехословакия) — чешский хоккеист. В Национальной хоккейной лиге Сикора провёл 1017 матчей и набрал 721 очко. Двукратный обладатель Кубка Стэнли с «Нью-Джерси Девилз» (2000) и «Питтсбург Пингвинз» (2009). Всего за карьеру в сборной Чехии и клубах провел 1416 игр, набрал 997 (454+543) очков.

## Клубная карьера
Сикора провел несколько сезонов в чехословацкой хоккейной лиге, чешской экстралиге и ИХЛ, перед тем как на драфте НХЛ 1995 года он был выбран в первом раунде под общим 18 номером командой «Нью-Джерси Девилз». В первых трёх сезонах он играл как в НХЛ, так и в фарм-клубе «Дэвилз» в АХЛ «Олбани Ривер Рэтс». Прорывом для Сикоры стал сезон 1998-99, в котором он набрал в регулярном чемпионате 72 очка. В следующем сезоне звено Сикоры, Патрика Элиаша и Джейсона Арнотта стало главной силой команды и записало на свой счёт в сумме 96 шайб и 133 передачи в регулярном чемпионате, а в кубке Стэнли «Дэвилз» в шести матчах победили «Даллас». В первом периоде шестой игры Сикора попал под силовой приём и был доставлен в госпиталь. На церемонию награждения Элиаш вышел в свитере Сикоры. В следующем году Сикора установил личный рекорд по голам (35), передачам (46) и очкам (81), а «Дэвилз» повторно вышли в финал кубка Стэнли, но проиграли «Колорадо Эвеланш» в семи матчах.
В 2002 году по окончании сезона «Нью-Джерси» обменял Сикору в «Анахайм Майти Дакс». В первый же год Сикора вышел с новой командой в финал кубка Стэнли, где «Анахайм» проиграл его бывшему клубу. В локаутном сезоне чешский хоккеист играл в российской суперлиге за магнитогорский «Металлург» и стал лучшим снайпером команды в регулярном чемпионате с 18 шайбами. По ходу сезона 2005-06 годов «Дакс» обменяли Сикору с истекавшим контрактом в «Нью-Йорк Рейнджерс». За оставшиеся 40 игр чех набрал 31 очко, но по окончании сезона клуб решил не продлевать соглашение. на правах свободного агента Сикора заключил контракт с «Эдмонтон Ойлерз». В новом сезоне он набрал 53 очка, став одним из лучших бомбардиров клуба.
Новым клубом чеха стали «Питтсбург Пингвинз». В 2008 году команда дошла до финала кубка Стэнли, а в следующем году выиграла трофей, хотя Сикора из-за травм сыграл в плей-офф только семь матчей. 11 декабря 2008 года в матче «Пингвинз» против Нью-Йорк Айлендерс Сикора впервые в энхаэловской карьере сделал хет-трик.
Перед сезоном 2009—2010 Сикора подписал однолетний контракт на 1,6 млн долларов с «Миннесотой Уайлд», но из-за сотрясения мозга провёл в сезоне только 14 игр, в которых набрал 3 очка. В январе клуб выставил его на драфт отказов. Не получив предложений из НХЛ, Сикора провёл следующий год в Европе, сначала в «Пльзень 1929», а затем в минском «Динамо» в КХЛ, где набрал 23 очка в 28 играх. Перед началом сезона 2011-12 годов Сикора заключил однолетний контракт с «Дэвилз», с которыми в шестой раз вышел в финал кубка Стэнли. В январе 2013 года Сикора подписал контракт с клубом Швейцарской национальной лиги СК «Берн». Сезон 2012—2013 годов стал последним в его карьере. Не получив новых предложений из НХЛ, в марте 2014 года Сикора объявил о завершении карьеры.

## Национальная сборная
Сикора выступал за сборную Чехии на олимпийских играх 2002 года и трёх чемпионатах мира. На чемпионатах мира в 1999 и 2005 годах сборная Чехии выиграла золото. Всего за сборную Чехии провел 41 игру, набрал 19 (8+11) очков.

## Достижения
- Чемпион мира 1999 и 2005
- Бронзовый призер чемпионата мира 1998
- Обладатель кубка Стэнли 2000 и 2009
- Чемпион Швейцарии 2013
- Бронзовый призер чемпионата Европы среди юниоров (до 18 лет) 1993 и 1994

## Статистика
| 1991-92     | «Шкода» (мол)              | Чехословацкая экстралига (мол) | 30   | 50  | 50  | 100 | —   | —   | —  | —  | —  | —  |
| 1992-93     | «Шкода»                    | Чехословацкая экстралига       | 19   | 12  | 5   | 17  | —   | —   | —  | —  | —  | —  |
| 1993-94     | «Шкода»                    | Чешская экстралига             | 37   | 10  | 16  | 26  | —   | 4   | 0  | 1  | 1  | —  |
| 1993-94     | «Кливленд Ламберджекс»     | ИХЛ                            | 13   | 4   | 5   | 9   | 8   | —   | —  | —  | —  | —  |
| 1994-95     | «Детройт Вайперс»          | ИХЛ                            | 29   | 12  | 17  | 29  | 16  | —   | —  | —  | —  | —  |
| 1995-96     | «Олбани Ривер Рэтс»        | АХЛ                            | 5    | 4   | 1   | 5   | 0   | —   | —  | —  | —  | —  |
| 1995-96     | «Нью-Джерси Дэвилз»        | НХЛ                            | 63   | 18  | 24  | 42  | 32  | —   | —  | —  | —  | —  |
| 1996-97     | «Олбани Ривер Рэтс»        | АХЛ                            | 43   | 20  | 25  | 45  | 48  | 4   | 1  | 4  | 5  | 2  |
| 1996-97     | «Нью-Джерси Дэвилз»        | НХЛ                            | 19   | 1   | 2   | 3   | 4   | 2   | 0  | 0  | 0  | 2  |
| 1997-98     | «Олбани Ривер Рэтс»        | АХЛ                            | 2    | 4   | 1   | 5   | 0   | —   | —  | —  | —  | —  |
| 1997-98     | «Нью-Джерси Дэвилз»        | НХЛ                            | 58   | 16  | 20  | 36  | 22  | 2   | 0  | 0  | 0  | 0  |
| 1998-99     | «Нью-Джерси Дэвилз»        | НХЛ                            | 80   | 29  | 43  | 72  | 22  | 7   | 3  | 3  | 6  | 4  |
| 1999-00     | «Нью-Джерси Дэвилз»        | НХЛ                            | 79   | 25  | 43  | 68  | 26  | 23  | 9  | 8  | 17 | 10 |
| 2000-01     | «Нью-Джерси Дэвилз»        | НХЛ                            | 73   | 35  | 46  | 81  | 32  | 25  | 10 | 12 | 22 | 12 |
| 2001-02     | «Нью-Джерси Дэвилз»        | НХЛ                            | 73   | 21  | 27  | 48  | 44  | 4   | 0  | 1  | 1  | 0  |
| 2002-03     | «Анахайм Майти Дакс»       | НХЛ                            | 82   | 34  | 25  | 59  | 24  | 21  | 4  | 9  | 13 | 12 |
| 2003-04     | «Анахайм Майти Дакс»       | НХЛ                            | 81   | 23  | 29  | 52  | 34  | —   | —  | —  | —  | —  |
| 2004-05     | «Металлург» (Магнитогорск) | Суперлига                      | 45   | 18  | 13  | 31  | 44  | 5   | 2  | 3  | 5  | 8  |
| 2005-06     | «Анахайм Майти Дакс»       | НХЛ                            | 34   | 7   | 13  | 20  | 28  | —   | —  | —  | —  | —  |
| 2005-06     | «Нью-Йорк Рейнджерс»       | НХЛ                            | 40   | 16  | 15  | 31  | 22  | 4   | 0  | 0  | 0  | 0  |
| 2006-07     | «Эдмонтон Ойлерз»          | НХЛ                            | 82   | 22  | 31  | 53  | 40  | —   | —  | —  | —  | —  |
| 2007-08     | «Питтсбург Пингвинз»       | НХЛ                            | 81   | 28  | 35  | 63  | 41  | 20  | 6  | 3  | 9  | 16 |
| 2008-09     | «Питтсбург Пингвинз»       | НХЛ                            | 76   | 25  | 21  | 46  | 36  | 7   | 0  | 1  | 1  | 0  |
| 2009-10     | «Миннесота Уайлд»          | НХЛ                            | 14   | 2   | 1   | 3   | 8   | —   | —  | —  | —  | —  |
| 2010-11     | «Пльзень 1929»             | Чешская экстралига             | 13   | 5   | 8   | 13  | 14  | —   | —  | —  | —  | —  |
| 2011-12     | «Динамо» (Минск)           | КХЛ                            | 28   | 8   | 7   | 15  | 58  | 7   | 1  | 1  | 2  | 4  |
| 2011-12     | «Нью-Джерси Дэвилз»        | НХЛ                            | 82   | 21  | 23  | 44  | 40  | 18  | 2  | 3  | 5  | 6  |
| 2012-13     | СК «Берн»                  | Лига А                         | 5    | 2   | 2   | 4   | 0   | 4   | 1  | 2  | 3  | 2  |
| Итого в НХЛ | Итого в НХЛ                | Итого в НХЛ                    | 1017 | 323 | 398 | 721 | 455 | 133 | 34 | 40 | 74 | 62 |